# Ковила Сирейщикова
Ковила́ Сире́йщикова (Stipa syreistschikowii) — багаторічна рослина родини тонконогових, понтичний ендемік. Вид занесений до Червоних книг України і Росії. Перспективна декоративна культура.

## Опис
Трав'яниста рослина, що утворює невеличкі щільні дернини, гемікриптофіт. Стебла під суцвіттями щетинистоволосисті, заввишки 40-60 см. Листки вузькі (2-4 мм завширшки), щетиноподібні, згорнуті, зовні голі, гладенькі, зсередини гострошорсткі.
Суцвіття — вузька, стиснута волоть завдовжки до 10 см, що складається з 5-8 одноквіткових колосків. Її вісь 7,5-14 см завдовжки, запушена щетинкоподібними, довгими (до 5 мм) волосками, на нижньому вузлі з пензликом волосків. Нижня квіткова луска завдовжки 18-22 мм. Крайові смужки волосків доходять до основи остюка. Остюк 25-46 см завдовжки, повністю запушений, двічі колінчастозігнутий, пірчастий, у нижній частині закручений, коротковолосистий.

## Екологія та поширення
Вид світлолюбний і посухостійкий, віддає перевагу багатим на кальцій кам'янисто-щебенистим ґрунтам. Зростає у передгір'ях, у нижній частині гірських схилів, у кам'янистих степах.
Квітне у травні-липні, плодоносить у червні-липні. Розмножується насінням. Запилення і поширення насіння відбувається за допомогою вітру.
Ареал виду охоплює Балкани, південний захід Туреччини, Західний Кавказ, Передкавказзя, Північно-Західне Закавказзя, Кримський півострів. Усі кримські популяції розташовуються на сході Південного узбережжя Криму між Кара-Дагом і Судаком. Ці скупчення невеликі за розміром і лише на оголених кам'янистих ділянках рослини утворюють суцільний покрив.

## Значення і статус виду
Оскільки українські популяції знаходяться на північній межі ареалу, головною загрозою для них є природні чинники: низька конкурентна спроможність, сукцесійні зміни. Крім того, зменшенню чисельності сприяють заліснення схилів, випасання худоби, збір рослин для сухих букетів. Вид занесений до додатку Бернської конвенції з охорони європейської фауни, флори, та природних місць перебування. В Україні він охороняється у Карадазькому природному заповіднику.
Як щільнодернинний злак ковила Сирейщикова здатна утримувати часточки субстрату, запобігати його розмиванню і вивітрюванню, а надто на малопотужних кам'янистих ґрунтах, де вона полюбляє рости. Отже цей вид слід розглядати як ґрунтотвірний і протиерозійний. Крім того, рослина декоративна і може бути застосована у садівництві.

## Синоніми
- Stipa grafiana var. paradoxa Junge
- Stipa paradoxa (Junge) P.A.Smirn.
- Stipa paradoxa subsp. glabricostata Martinovský
- Stipa pulcherrima var. paradoxa Junge ex B. Fedtsch.
- Stipa schisensis Roshev. ex Grossh.[1]